# مایک گرین (بازیکن فوتبال، زادهژوئیه ۱۹۸۹)
مایک گرین (انگلیسی: Mike Green؛ زادهٔ ۲۳ ژوئیهٔ ۱۹۸۹) بازیکن فوتبال اهل بریتانیا است.
از باشگاه‌هایی که در آن بازی کرده‌است می‌توان به باشگاه فوتبال سایرون‌سستر تاون، باشگاه فوتبال ایستلی، باشگاه فوتبال بریستول راورز، باشگاه فوتبال گلاستر سیتی، و باشگاه فوتبال کلیودون پارک اشاره کرد.